# La Sagne
La Sagne is een gemeente en plaats in het Zwitserse kanton Neuchâtel en maakte deel uit van het district La Chaux-de-Fonds tot op 31 december 2017 de districten van het kanton Neuchâtel werden afgeschaft.
La Sagne telt 953 inwoners.